# Gmina związkowa Maxdorf
Gmina związkowa Maxdorf (niem. Verbandsgemeinde Maxdorf) – gmina związkowa w Niemczech, w kraju związkowym Nadrenia-Palatynat, w powiecie Rhein-Pfalz. Siedziba gminy związkowej znajduje się w miejscowości Maxdorf.

## Podział administracyjny
Gmina związkowa zrzesza trzy gminy wiejskie:
1. Birkenheide
2. Fußgönheim
3. Maxdorf